# ستون‌های یادبود خیام
ستون‌های یادبود خیام مربوط به دوره پهلوی اول است و در نیشابور، ابتدای بلوار ورودی خیام واقع شده. این اثر در تاریخ ۱۶ شهریور ۱۳۸۳ با شمارهٔ ثبت ۱۱۱۳۲ به‌عنوان یکی از آثار ملی ایران به ثبت رسیده است. این چهار ستون آجری یادبود امروزی و نمادی از چهار دروازه تخریب شده نیشابور می‌باشند. محمدقاسم اخویان آجرتراش نیشابوری سازنده این ستون‌ها بود.

## نگارخانه

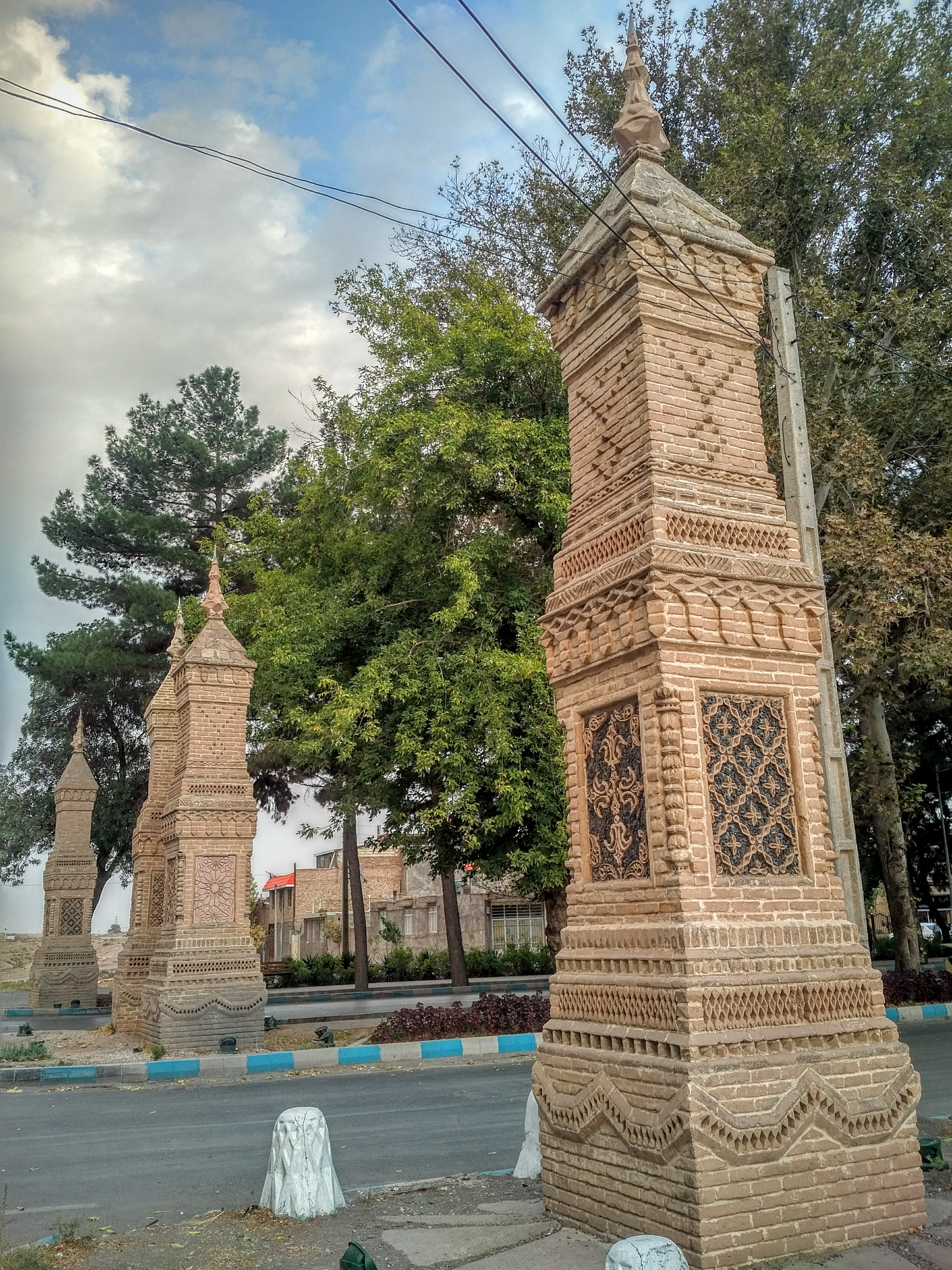
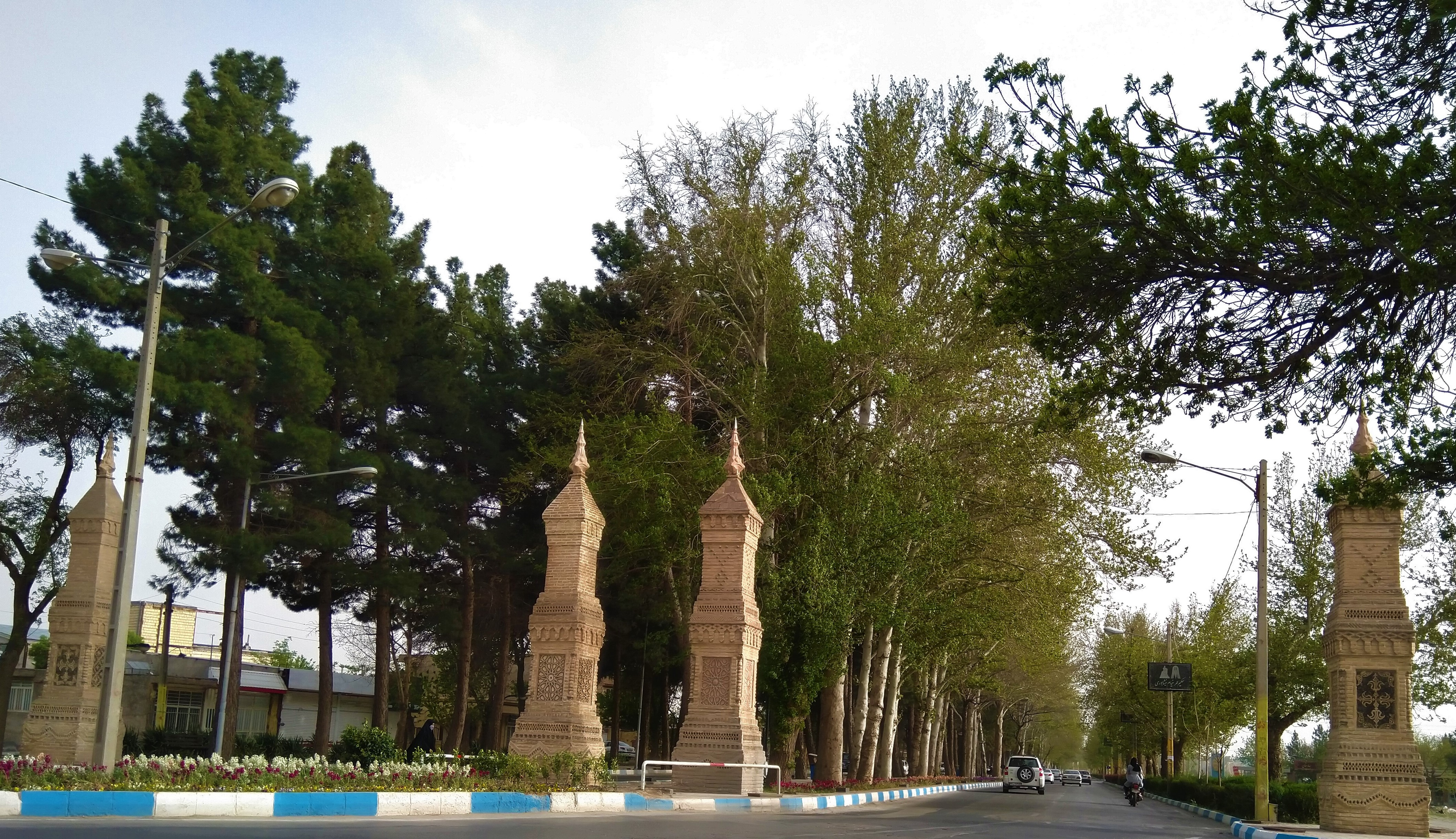
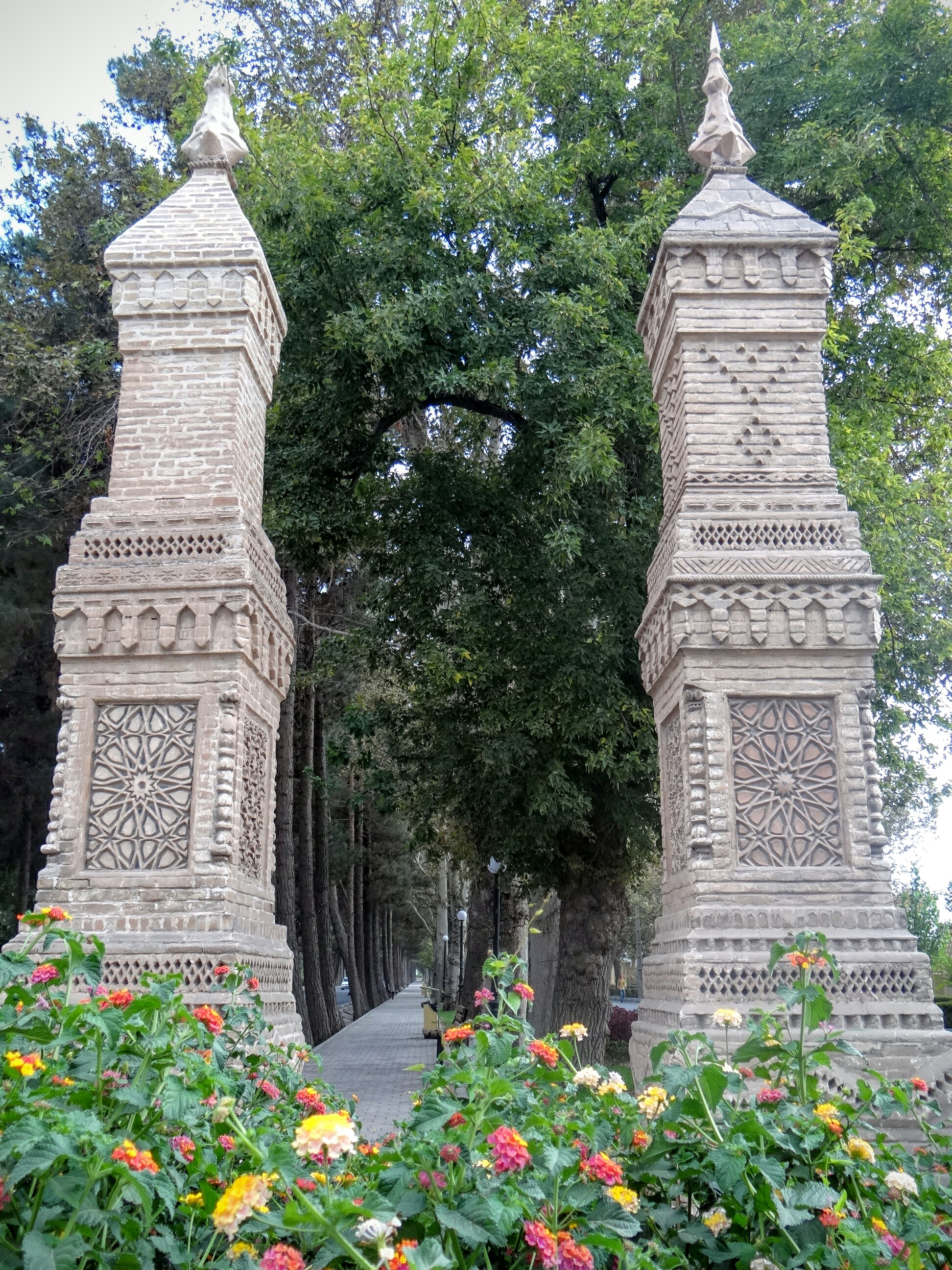